# Наупаре
Наупаре или Наупара је насељено место града Крушевца у Расинском округу. Према попису из 2022. било је 429 становника (према попису из 1991. било је 1107 становника). У њему се налази истоимени манастир са краја XIV века, који се данас налази под заштитом Републике Србије, као споменик културе од великог значаја.

## Демографија
У насељу Наупаре живи 439 пунолетних становника, а просечна старост становништва износи 39,1 година (37,0 код мушкараца и 41,1 код жена). У насељу има 167 домаћинстава, а просечан број чланова по домаћинству је 3,44.
Ово насеље је углавном насељено Србима (према попису из 2002. године).
|  |

| Демографија | Демографија | Демографија |
| Година      | Становника  | Становника  |
| ----------- | ----------- | ----------- |
| 1948.       | 797         |             |
| 1953.       | 808         |             |
| 1961.       | 1.138       |             |
| 1971.       | 1.287       |             |
| 1981.       | 1.278       |             |
| 1991.       | 1.107       | 605         |
| 2002.       | 580         | 1.437       |

| Етнички састав према попису из 2002.‍ | Етнички састав према попису из 2002.‍ | Етнички састав према попису из 2002.‍ | Етнички састав према попису из 2002.‍ | Етнички састав према попису из 2002.‍ |
| ------------------------------------ | ------------------------------------ | ------------------------------------ | ------------------------------------ | ------------------------------------ |
|                                      |                                      |                                      |                                      |                                      |
| Срби                                 | Срби                                 |                                      | 488                                  | 84,13%                               |
| Румуни                               | Румуни                               |                                      | 19                                   | 3,27%                                |
| Власи                                | Власи                                |                                      | 16                                   | 2,75%                                |
| Црногорци                            | Црногорци                            |                                      | 1                                    | 0,17%                                |
| Македонци                            | Македонци                            |                                      | 1                                    | 0,17%                                |
| непознато                            | непознато                            |                                      | 55                                   | 9,48%                                |

| Година пописа     | 1948. | 1953. | 1961. | 1971. | 1981. | 1991. | 2002. |
| ----------------- | ----- | ----- | ----- | ----- | ----- | ----- | ----- |
| Број домаћинстава | 150   | 168   | 212   | 247   | 248   | 203   | 167   |

| Број чланова      | 1  | 2  | 3  | 4  | 5  | 6  | 7 | 8 | 9 | 10 и више | Просек |
| ----------------- | -- | -- | -- | -- | -- | -- | - | - | - | --------- | ------ |
| Број домаћинстава | 30 | 37 | 24 | 28 | 21 | 15 | 7 | 3 | 2 | 0         | 3,44   |

| Пол    | Укупно | Неожењен/Неудата | Ожењен/Удата | Удовац/Удовица | Разведен/Разведена | Непознато |
| ------ | ------ | ---------------- | ------------ | -------------- | ------------------ | --------- |
| Мушки  | 225    | 45               | 162          | 13             | 5                  | 0         |
| Женски | 236    | 26               | 155          | 47             | 5                  | 3         |
| УКУПНО | 461    | 71               | 317          | 60             | 10                 | 3         |

| Пол    | Укупно                    | Пољопривреда, лов и шумарство | Рибарство                            | Вађење руде и камена | Прерађивачка индустрија       |
| ------ | ------------------------- | ----------------------------- | ------------------------------------ | -------------------- | ----------------------------- |
| Мушки  | 92                        | 27                            | 1                                    | 0                    | 33                            |
| Женски | 44                        | 19                            | 0                                    | 0                    | 11                            |
| УКУПНО | 136                       | 46                            | 1                                    | 0                    | 44                            |
| Пол    | Производња и снабдевање   | Грађевинарство                | Трговина                             | Хотели и ресторани   | Саобраћај, складиштење и везе |
| Мушки  | 0                         | 4                             | 12                                   | 0                    | 5                             |
| Женски | 0                         | 0                             | 4                                    | 0                    | 0                             |
| УКУПНО | 0                         | 4                             | 16                                   | 0                    | 5                             |
| Пол    | Финансијско посредовање   | Некретнине                    | Државна управа и одбрана             | Образовање           | Здравствени и социјални рад   |
| Мушки  | 0                         | 1                             | 5                                    | 0                    | 3                             |
| Женски | 0                         | 0                             | 3                                    | 6                    | 1                             |
| УКУПНО | 0                         | 1                             | 8                                    | 6                    | 4                             |
| Пол    | Остале услужне активности | Приватна домаћинства          | Екстериторијалне организације и тела | Непознато            | Непознато                     |
| Мушки  | 1                         | 0                             | 0                                    | 0                    | 0                             |
| Женски | 0                         | 0                             | 0                                    | 0                    | 0                             |
| УКУПНО | 1                         | 0                             | 0                                    | 0                    | 0                             |